# Troglotheridion
Genre
Troglotheridion est un genre d'araignées aranéomorphes de la famille des Theridiidae.

## Distribution
Les espèces de ce genre sont endémiques de Chine.

## Liste des espèces
Selon World Spider Catalog (version 26, 29/04/2025) :
- Troglotheridion lamellatum Hu & Liu, 2025
- Troglotheridion sangzhiense (Zhu, 1998)

## Systématique et taxinomie
Ce genre a été décrit par Hu et Liu en 2025 dans les Theridiidae.

## Publication originale
- Hu & Liu, 2025 : « A new troglobitic genus of the family Theridiidae Sundevall, 1833 (Araneae: Theridiidae) from China. » Zootaxa, no 5627(2), p. 387-400.